# Tupiza
Tupiza este un oraș aflat în Departamentul Potosí din Bolivia.